# Somperussaari
Somperussaari, nordsamiska: Čompperâssuálui, är en ö i Finland. Den ligger sjön Enare träsk och  i kommunen Enare  i den ekonomiska regionen Norra Lappland och landskapet Lappland, i den norra delen av landet, 1 000 km norr om huvudstaden Helsingfors. Öns area är 2,2 hektar och dess största längd är 250 meter i öst-västlig riktning.